# Евролига 2024/2025
Евролига 2024/2025 — 25-й розыгрыш Евролиги под эгидой УЛЕБ и 68-й розыгрыш ведущего соревнования среди мужских европейских клубных баскетбольных команд, включая розыгрыши Кубка европейских чемпионов ФИБА.

## Команды

### Распределение
|                              | Команды, начинающие в этом раунде | Команды, прошедшие из предыдущего раунда                            |
| ---------------------------- | --- | ------------------------------------------------------------------- |
| Регулярный сезон (18 команд) | - 12 команд с долгосрочной лицензией - 6 команд с лицензией на 1 год - 2 победителя Кубка Европы - 4 команды с уайлд-кард на один год |                                                                     |
| Плей-ин (4 команды)          | | - Команды, занявшие место с 7-го по 10-е                            |
| Плей-офф (8 команд)          | | - Команды, занявшие место с 1-го по 6-е - Победители раунда плей-ин |
| Финал четырёх (4 команды)    | | - 4 победителя в сериях плей-офф                                    |

### Участники
Метки в скобках показывают, как каждая команда квалифицировалась на место своего стартового раунда.
| Барселона   | Олимпиакос          | Анадолу Эфес  | Жальгирис |
| Баскония    | Панатинаикос        | Фенербахче    | Бавария   |
| Реал Мадрид | Маккаби (Тель-Авив) | Олимпия Милан | АСВЕЛ     |

| Монако (ЕК) | Црвена звезда (УК) | Виртус (Болонья) (УК) | Альба (УК) |
| Париж (ЕК)  | Партизан (УК)      |                       |            |

Примечания
1. ↑  Франция (FRA): Баскетбольный клуб «Монако» базируется в Монако (местные команды не могут участвовать в европейских соревнованиях), однако принимает участие в европейских соревнованиях как французский клуб (все рейтинговые баллы, которые получает клуб, идут в копилку Франции)
2. ↑  Лига ABA: Победитель Лиги ABA имеет приоритетное право на получение уайлд-кард на следующий сезон Евролиги.[2]

### Арены
| Команда             | Город           | Арена                     | Места  |
| ------------------- | --------------- | ------------------------- | ------ |
| Альба               | Берлин          | Убер Арена                | 14 500 |
| Анадолу Эфес        | Стамбул         | Центр развития баскетбола | 10 000 |
| АСВЕЛ               | Вийёрбан        | Астробаль                 | 5 556  |
| АСВЕЛ               | Большой Лион    | ЛДЛК-арена                | 12 523 |
| Бавария             | Мюнхен          | БМВ Парк                  | 6 700  |
| Барселона           | Барселона       | Дворец спорта Блауграна   | 7 585  |
| Баскония            | Витория-Гастейс | Фернандо Буэса Арена      | 15 504 |
| Виртус (Болонья)    | Болонья         | Виртус Сегафредо Арена    | 9 980  |
| Виртус (Болонья)    | Болонья         | ПолаДоцца                 | 5 570  |
| Жальгирис           | Каунас          | Жальгирис-Арена           | 15 415 |
| Маккаби (Тель-Авив) | Тель-Авив       | Дворец Менора-Мивтахим    | 10 383 |
| Маккаби (Тель-Авив) | Белград         | Хала Александар Николич   | 8 000  |
| Монако              | Фонвьей         | Салле Гастон Медесен      | 5 000  |
| Олимпиакос          | Пирей           | Стадион Мира и Дружбы     | 11 640 |
| Олимпия Милан       | Милан           | Медиоланум Форум          | 12 700 |
| Панатинаикос        | Афины           | Олимпийский крытый зал    | 18 989 |
| Париж               | Париж           | Адидас Арена              | 8 000  |
| Париж               | Париж           | Аккор Арена               | 15 705 |
| Партизан            | Белград         | Штарк Арена               | 18 386 |
| Реал Мадрид         | Мадрид          | Визинк Центр              | 15 000 |
| Фенербахче          | Стамбул         | Улкер Спортс Арена        | 13 000 |
| Црвена звезда       | Белград         | Штарк Арена               | 18 386 |
| Црвена звезда       | Белград         | Хала Александар Николич   | 8 000  |

## Награды

### MVP месяца
| Месяц       | Туры  | Игрок              | Команда      | Ссылка |
| 2024        | 2024  | 2024               | 2024         |        |
| ----------- | ----- | ------------------ | ------------ | ------ |
| Октябрь     | 1–7   | Кевин Пантер       | Барселона    | [ 6 ]  |
| Ноябрь      | 8–12  | Ти Джей Шортс      | Париж        | [ 7 ]  |
| Декабрь     | 13–18 | Тео Маледон        | АСВЕЛ        | [ 8 ]  |
| 2025        |       |                    |              |        |
| Январь      | 19–24 | Александр Везенков | Олимпиакос   | [ 9 ]  |
| Февраль     | 25–27 | Кендрик Нанн       | Панатинаикос | [ 10 ] |
| Март/Апрель | 28–34 | Эди Тавариш        | Реал Мадрид  | [ 11 ] |